# Circuito urbano de Bilbao
El circuito urbano de Bilbao fue un circuito de carreras urbano armado en la ciudad de Bilbao, España. Se usó por única vez en julio de 2005 para una prueba de la World Series by Renault y la Eurocopa de Fórmula Renault.

## Historia
El proyecto del circuito urbano en Bilbao surgió como una iniciativa conjunta entre la Diputación Foral, el Ayuntamiento de Bilbao, la empresa RPM y Renault Sport. Se esperaba que esta competición de renombre internacional proporcionara una proyección positiva para la imagen de la ciudad y generara ingresos significativos.
El trazado del Circuito Urbano de Bilbao tenía una longitud de aproximadamente 4 kilómetros y recorría algunas de las calles más emblemáticas de la ciudad. Se caracterizaba por ser un circuito urbano, lo que significaba que los monoplazas y otros vehículos de competición corrían por las calles de Bilbao, las cuales fueron acondicionadas con muros de hormigón para garantizar la seguridad de los participantes y del público.
En julio de 2005, se llevó a cabo la primera y única edición de esta competición en la ciudad. Will Power y Robert Kubica dominaron el fin de semana logrando las dos "poles" en los entrenamientos del sábado y repartiéndose las victorias en ambas carreras del domingo, imponiéndose el polaco en la carrera corta y convirtiéndose en el primer piloto en inscribir su nombre en el trazado urbano, y el australiano en la larga, con parada en boxes.
Los pilotos españoles no tuvieron un desempeño destacado en esta edición, Celso Míguez logró su mejor resultado hasta el momento al terminar en el séptimo puesto y sumar puntos en el campeonato. Adrián Vallés y Félix Porteiro se vieron involucrados en un incidente entre ellos, afectando su posición final. Sin embargo, Míguez demostró ser el mejor entre los pilotos españoles durante el fin de semana.
El evento atrajo a aproximadamente 140.000 espectadores, sin embargo, esta resultó ser la primera y única edición de la competición en la ciudad. La experiencia del evento fue problemática y generó controversias tanto en el ámbito deportivo como en el político.
Entre los problemas destacados se encontraban las quejas de la población local por las molestias ocasionadas al bloquear la ciudad durante el evento. Además, surgieron discusiones sobre los gastos asociados a la organización de la carrera. Según el Tribunal Vasco de Cuentas, el costo total del evento ascendió a 11,5 millones de euros, incluyendo contrataciones directas y otros gastos relacionados.
A pesar de los esfuerzos por resaltar el impacto positivo del evento en la imagen de la ciudad, así como en la economía local, la falta de continuidad en la celebración de la competición y los problemas asociados llevaron a cuestionar la rentabilidad y el beneficio a largo plazo del Circuito Urbano de Bilbao.
Actualmente, el Circuito Urbano de Bilbao ya no está en funcionamiento y no se han realizado nuevas ediciones de las World Series by Renault en la ciudad. El proyecto del circuito urbano se convirtió en parte de la historia del automovilismo en Bilbao, dejando un legado de discusiones sobre la viabilidad y el impacto de eventos automovilísticos de gran envergadura en un entorno urbano.

## Ganadores
| Año  | Carrera | World Series by Renault | Fórmula Renault     |
| ---- | ------- | ----------------------- | ------------------- |
| 2005 | Primera | Robert Kubica           | Michael Ammermüller |
| 2005 | Segunda | Will Power              | Adrian Zaugg        |